# Benthophilus magistri
Benthophilus magistri е вид лъчеперка от семейство Попчеви (Gobiidae).

## Разпространение
Видът е разпространен в Русия и Украйна.